# كلية سان مارك (الإسكندرية)
كلية سان مارك (بالفرنسية: Collège Saint Marc) مدرسة كاثوليكية تُدرس جميع المراحل الدراسية ما قبل الجامعة باللغة الفرنسية،  بمدينة الإسكندرية بمصر، وهي أحد أقدم المدارس في الإسكندرية.

## التاريخ
في عام 1921م طلب مجموعة من الرهبان الكاثوليك العاملين في مدرسة بمنطقة المنشية من السلطان فؤاد سلطان مصر آنذاك والذي أصبح الملك فؤاد الأول في وقت لاحق، بأن يقوموا ببناء مدرسة جديدة ذات مساحة أكبر لمواجهة تزايد أعدد التلاميذ المنتسبين إلي المدرسة التي يديرونها، فوافق السلطان فؤاد علي طلبهم وتم اختيار الموقع في منطقة الشاطبي الواقعة بوسط المدينة.
استغرق بناء المدرسة بشكل معماري متميز نحو ثلاث سنوات من 1925م إلي 1928م، حيث وُضع حجر الأساس في 16 مايو 1926م بحضور الأمير عمر باشا طوسون ممثلا للسلطان فؤاد وحسين صبري باشا حاكم الإسكندرية آنذاك وهنري جيلارد الوزير المفوض الفرنسي إلى القاهرة، وآندريه كاسولو المفوض الرسولي وفريدريك جوريو قنصل فرنسا بالإسكندرية، وافتُتحت المدرسة في 6 أكتوبر 1928م.
تم بناء كنيسة للرهبان اللاساليين (بالفرنسية: Frères des écoles chrétiennes ou Lasalliens) كملحق في المدرسة وهذه الكنيسة الكبيرة توجد أسفل القبة الظاهرة في الصورة كما تضم المدرسة أيضا مُصلى صغير جداً.

## الموقع
تقع الكلية في منطقة الشاطبي وعند وقت بنائها لم يكن حولها أي مبانٍ ملاصقة أو مُطلة مباشرة علي الكلية.
تطل الكلية علي شارع بور سعيد وهو من أطول شوارع الإسكندرية الموازية لساحل البحر الأبيض المتوسط، وقريباً من طريق الجيش علي كورنيش الإسكندرية، كما تجاور الكلية مباشرة محطتي ترام الشاطبي والجامعة ومسرح بيرم التونسي ومباني كلية الهندسة التابعة لجامعة الإسكندرية الحكومية، كما يُقام بحديقة الكلية الكبيرة بشكل سنوي السيرك العالمي بالإسكندرية.

## المبنى
تقبع كلية «سان مارك» للبنين في مبنى ضخم، له طراز معماري مميز، في حي الشاطبي العريق بالإسكندرية، وهي واحدة من أقدم مدارس الإرساليات في مصر التي تدرس بها جميع المراحل الدراسية ما قبل الدراسة الجامعية.
القبة المعمارية الشهيرة المميزة للكلية ليست مجرد طراز معماري أنيق يتوج مبنى «سان مارك»، أو أحد أبرز معالم مدينة الإسكندرية وحسب، لكنها تحتضن متحفًا فريدًا من نوعه يضم مقتنيات الرهبان في أثناء رحلاتهم لأفريقيا ودول العالم، من حيوانات محنطة وتذكارات عاجية وخشبية وغيرها.
وتضم الكلية مسرحًا كبيرًا، وكان الطلاب فيما مضى يقدمون عروضًا مميزة على مسرح الهمبرا (أحد أهم مسارح الإسكندرية في الماضي)، وتضم أيضًا مركز الحياة، وهو مركز خاص بذوي الاحتياجات الخاصة، كما تصدر مجلة باسم «اللوتس» التي تصدر من بدايات القرن الماضي حتى الآن، وتسجل الأنشطة والزيارات والرحلات التي تنظمها المدرسة.

## الدراسة
كلية سان مارك مؤسسة تعليمية خاصة تُدرِّس اللغة الفرنسية كلغة رئيسية للتعليم حيث يتوجب علي جميع التلاميذ المنتسبين إليها دراسة اللغة الفرنسية منذ العام الأول، ثم يُضاف إليها اللغة الإنجليزية من الصف الرابع الابتدائي، كما يظل تلاميذ الاختصاص في المدرسة حتي ينالوا الشهادة الثانوية.
المناهج التي تُدرس في الكلية تُؤهل الخريجين منها للتقديم في جامعات مصر وفرنسا وكندا وبلجيكا وإسبانيا والبرتغال لنيل شهادة البكالوريوس.
منذ تأسيسها وحتى الآن، لا تزال «سان مارك» أشهر المدارس الفرنسية بالإسكندرية وقبلة لأبناء العائلات الأرستقراطية، وكانت دائما المنافس أمام كلية «كلية فيكتوريا» الإنجليزية العريقة بالإسكندرية، وكان يُطلق على خريجي مدرسة سان مارك لقب «سان ماركيان»، أما خريجو كلية فيكتوريا فكانوا معروفين بـ«فيكتوريان». سحبت كلية فيكتوريا البساط من «سان مارك» لأنها كانت تُنفذ مشروعًا لـجعل نظام التعليم في مصر إنجليزيا بعد أن كان فرنسيًا، إلا أن «سان مارك» حافظت على مستواها التعليمي، ومستوى طلابها الرفيع، بعد أن تدهور مستوى كلية فيكتوريا بعد تأميمها في الدولة المصرية، بينما لم تؤمم كلية سان مارك.

## من مشاهير الخريجين
- د. عصمت عبد المجيد، الأمين العام السابق لجامعة الدول العربية.
- رشدي أباظة، ممثل مصري.
- دودي الفايد، مليونير مصري.
- رشيد محمد رشيد، وزير الصناعة السابق.

## معرض الصور

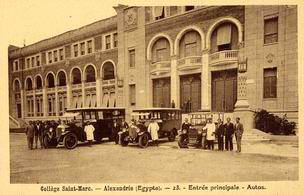
منظر خارجي سنة 1931
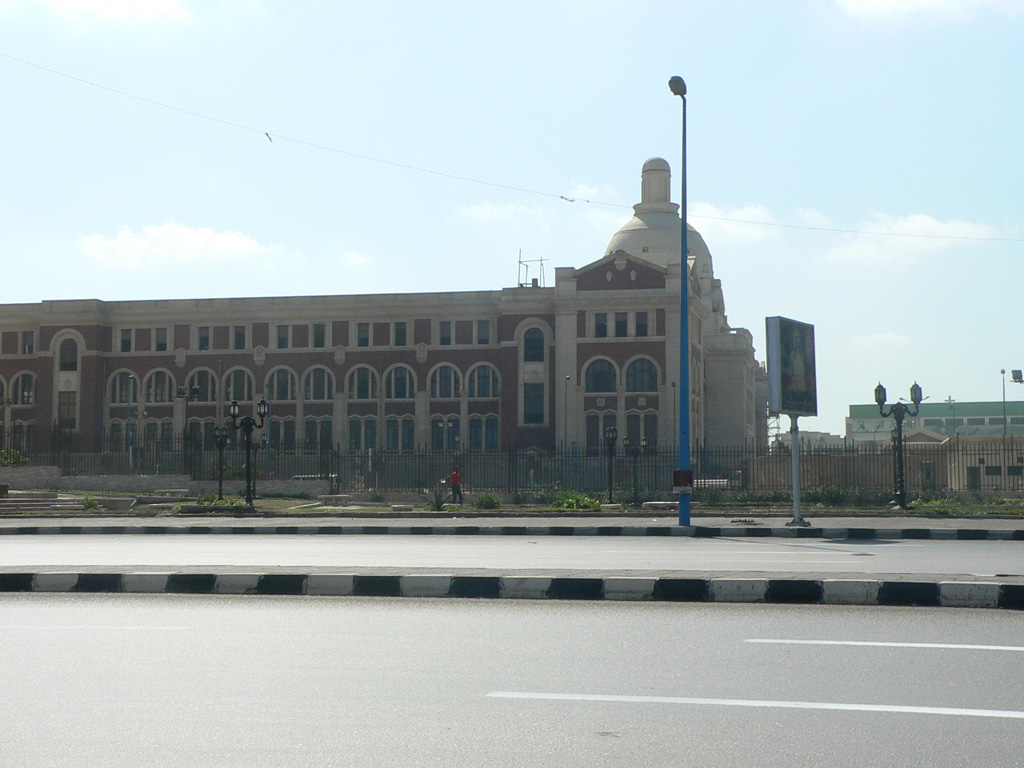
لقطة لجانب من الفصول المطلة على شاطئ البحر الأبيض المتوسط، وطريق الكورنيش.
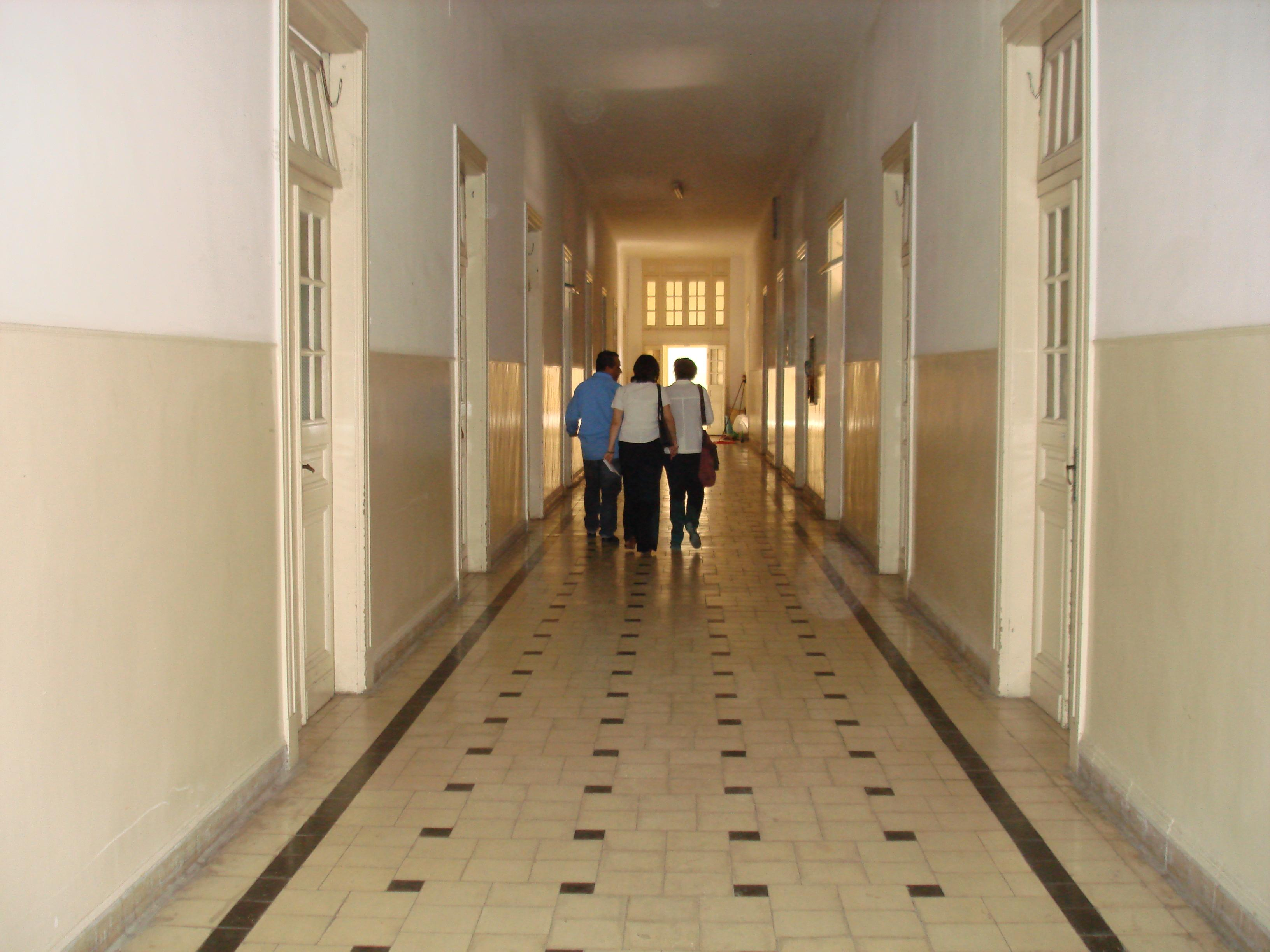
أحد الممرات الداخلية بالمدرسة.
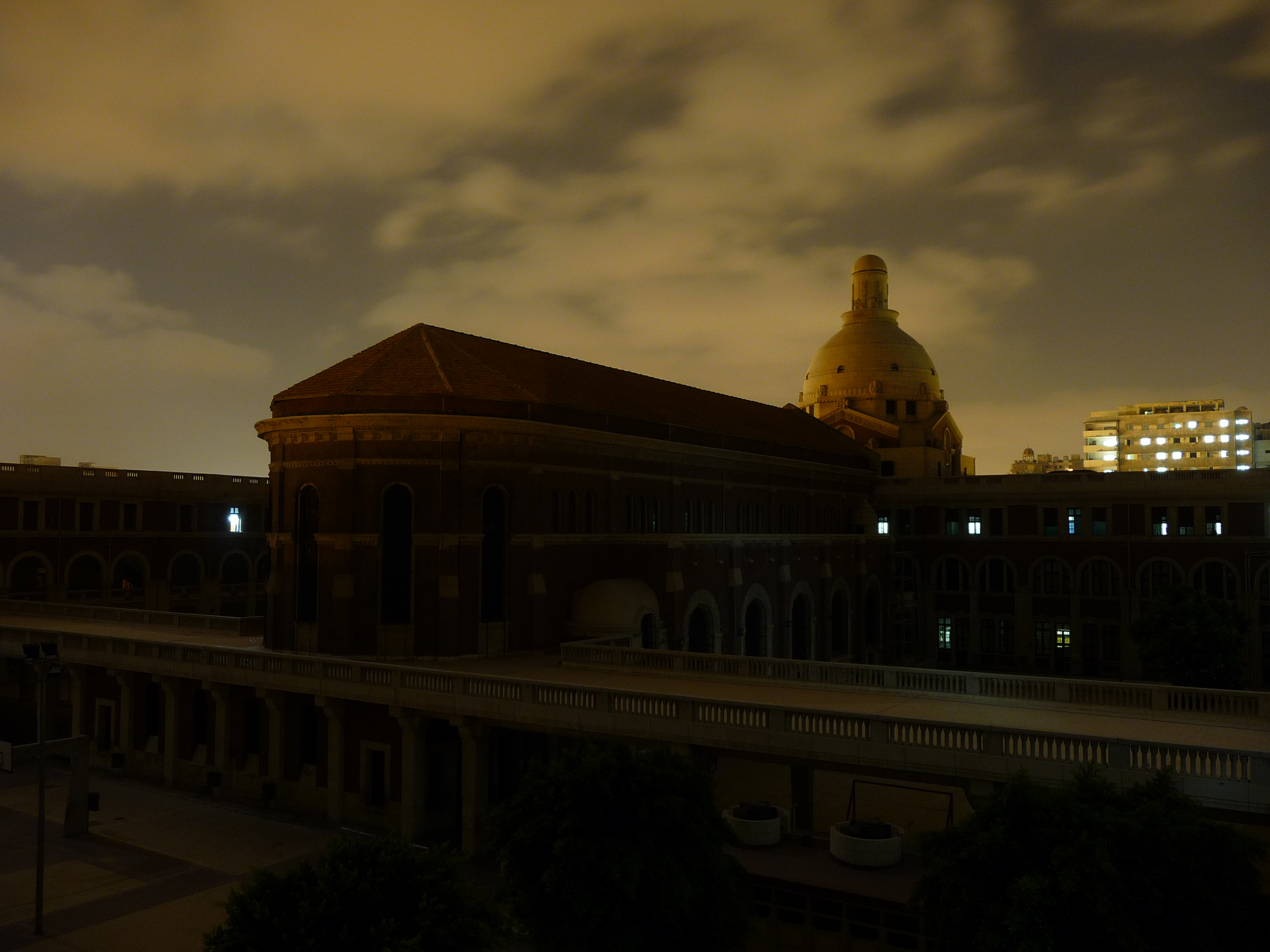
لقطة ليلية من داخل المدرسة، تُظهر الكنيسة والجسران المؤديان إليها من الفصول الدراسية، وقبّة المدرسة.
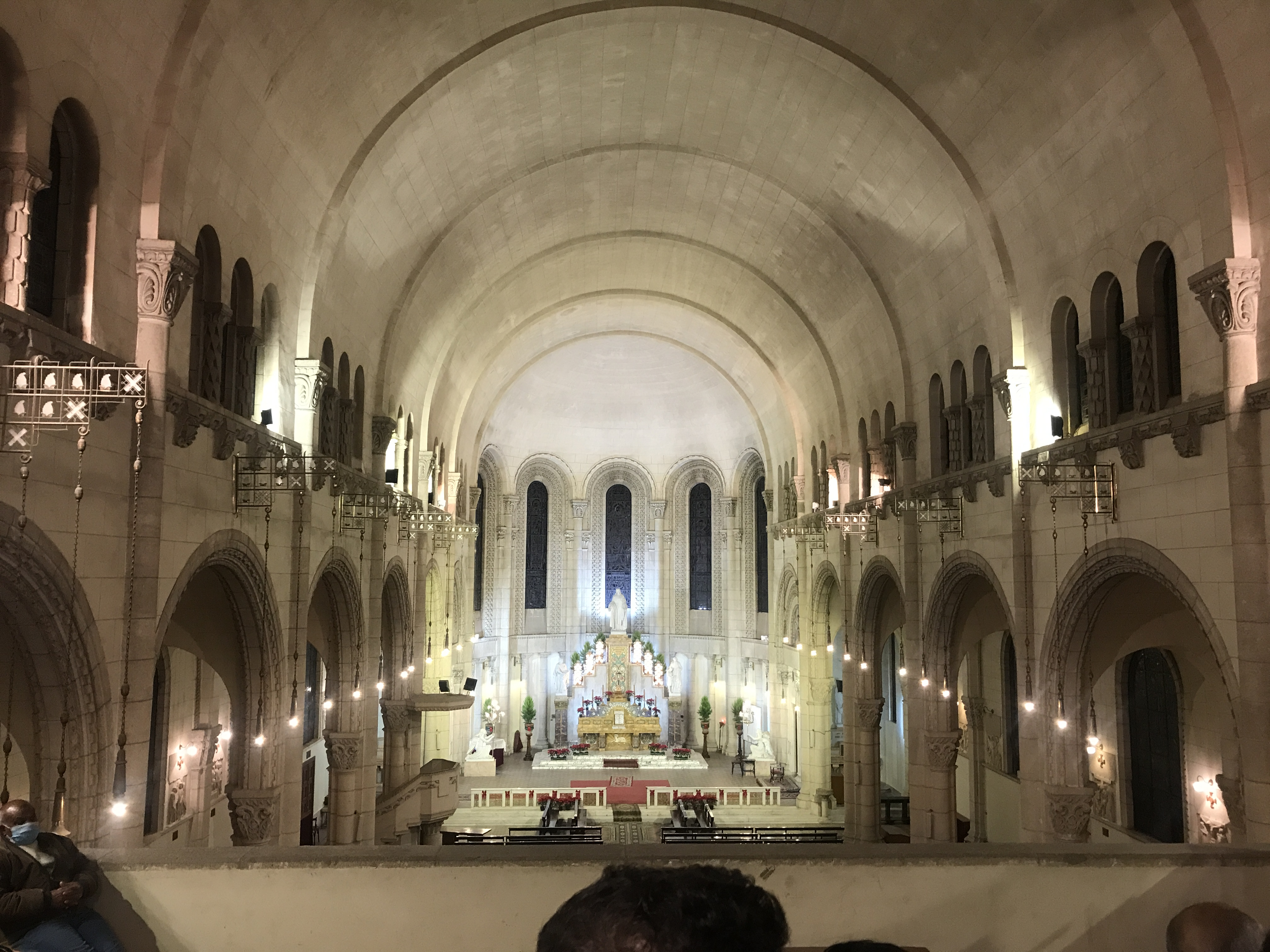
صورة من داخل كنيسة المدرسة.
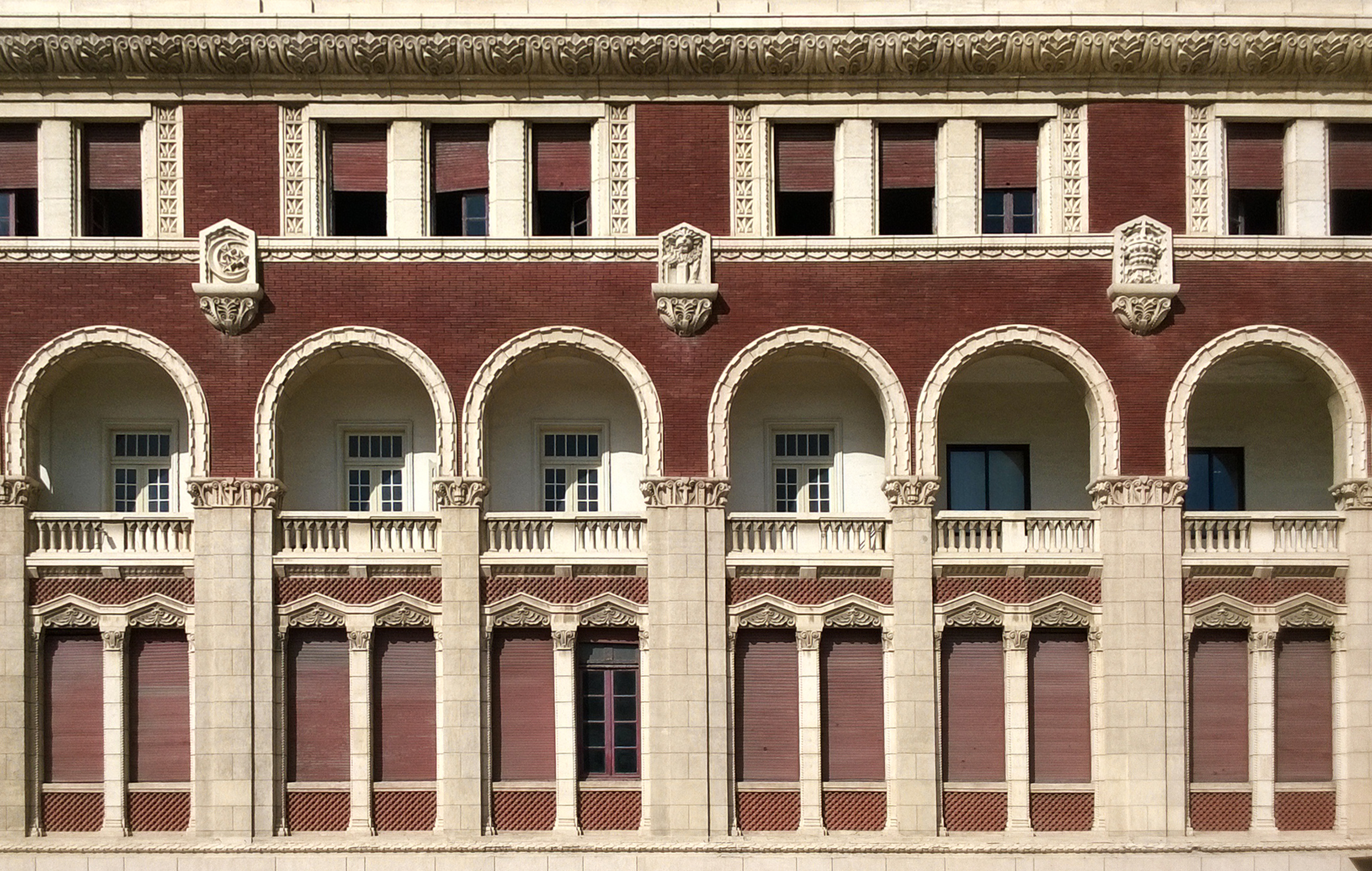
صورة خارجية لجانب من الفصول الدراسية.
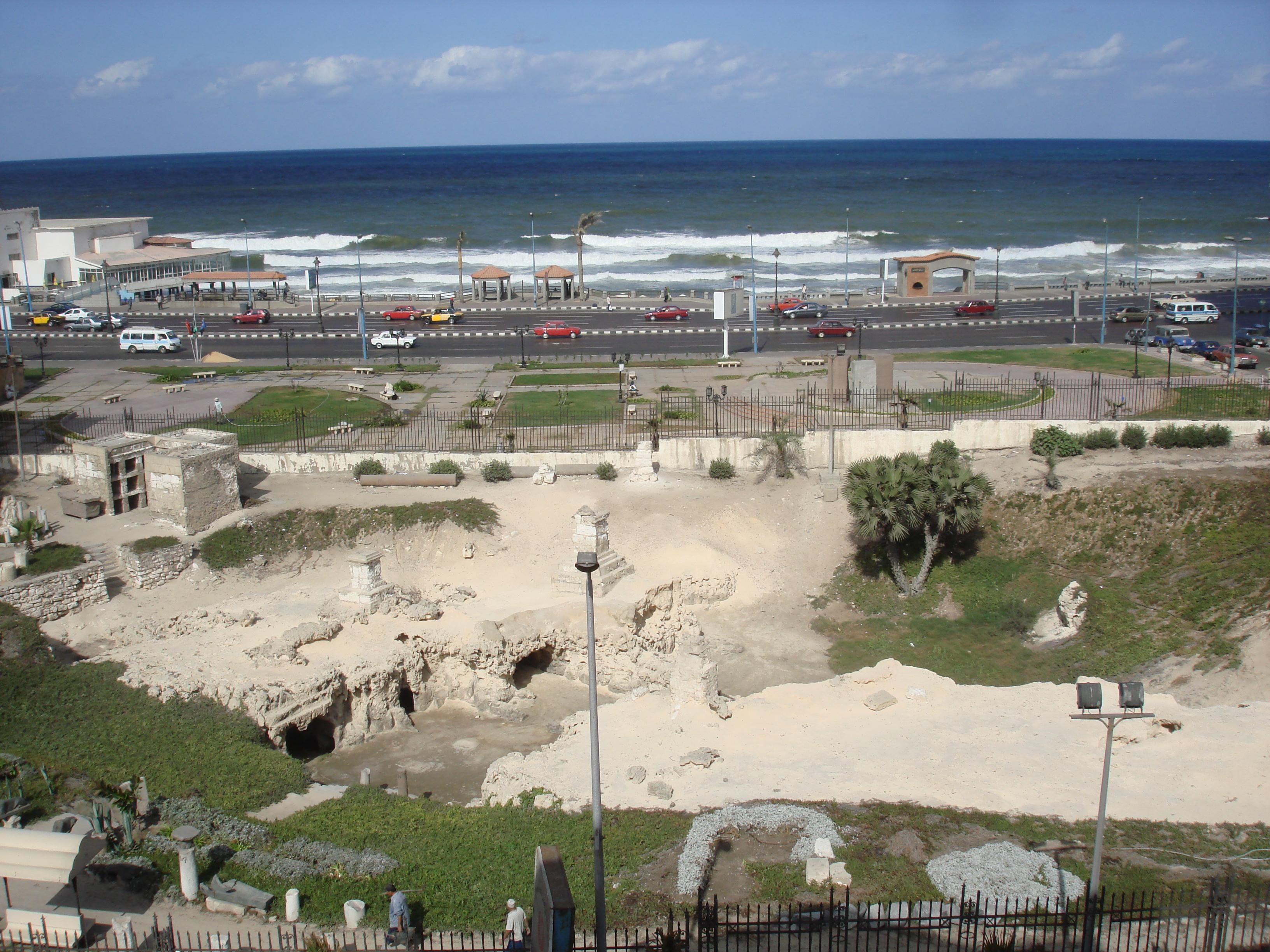
منطقة حفائر وقبور يونانية أثرية شمال سور الكلية، بمحاذاة شاطئ البحر وطريق الكورنيش.
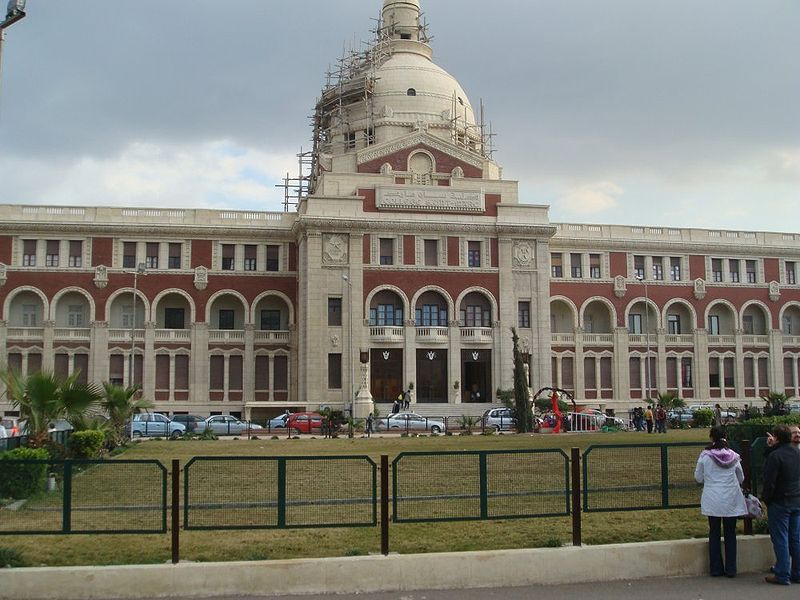
منظر خارجي
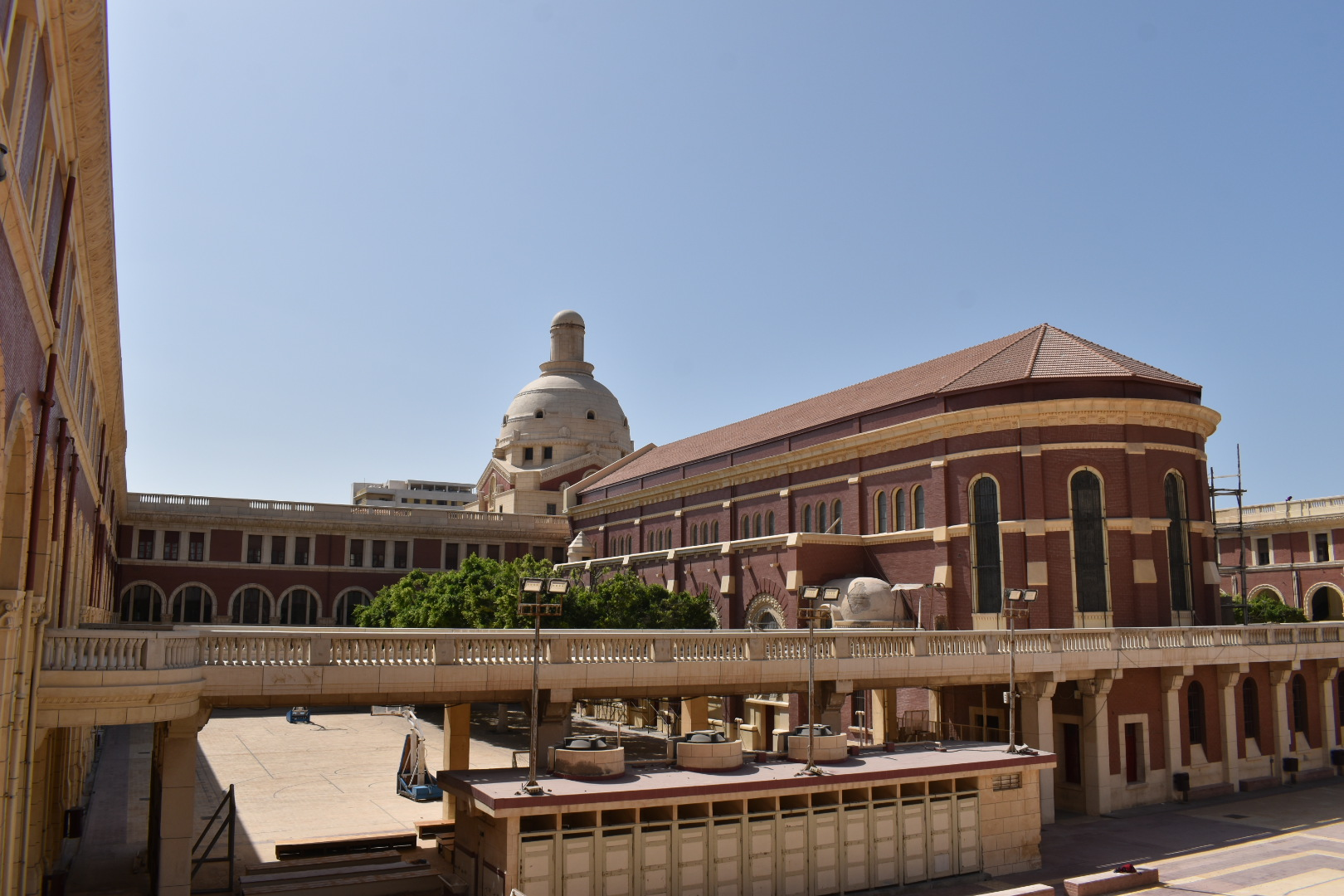
القبة والكنيسة

## وصلات خارجية
- الموقع الرسمي